# Don Carlos (film)
 For alternative betydninger, se Don Carlos. (Se også artikler, som begynder med Don Carlos)
Don Carlos (originaltitel Don Carlos und Elisabeth) er en tysk stumfilm fra 1924 af Richard Oswald.

## Medvirkende
- Conrad Veidt som Carlos
- Eugen Klöpfer som Philip II
- Aud Egede-Nissen som Ana de Mendoza
- William Dieterle som Marquis Posa
- Adolf Klein
- Robert Taube
- Friedrich Kühne som Don Perez
- Rudolf Biebrach
- Dagny Servaes som Elisabeth von Valois
- Martin Herzberg